# Checkbox

Esempio di checkbox, con i tre possibili stati, selezionato, indeterminato, non selezionato

In informatica, una checkbox o casella di spunta (anche tickbox) è un controllo grafico con cui l'utente può effettuare selezioni multiple. Solitamente, le checkbox sono mostrate sullo schermo come dei quadrati che possono contenere spazio bianco (quando non sono selezionati), segno di spunta (quando sono selezionati) o un quadrato (indeterminato).
Adiacente alla casella è solitamente mostrata una breve descrizione. Per invertire lo stato (selezionato/non selezionato) della casella è sufficiente cliccare sul riquadro o sulla descrizione.

## Descrizione

### Sintassi HTML
Nel linguaggio HTML il checkbox è un sottoelemento del form ed ha la seguente sintassi: 
<form>...</form>
Crea un modulo dove all'interno è contenuto (annidati) i seguenti sottoelementi tra cui il checkbox.
<method=post action=url>
L'attributo method specifica con il suo valore che i dati saranno inviati al server col metodo Post dell'HTTP puntando, tramite l'attributo action, alla rispettiva pagina di elaborazione di URL specificato; questo elemento è tipicamente sempre presente.
<input type=checkbox>
Crea una casella di spunta (checkbox).

### Stato indeterminato
Lo stato indeterminato è solitamente usato in checkbox che determinano la selezione/deselezione di un gruppo di checkbox (selezionando/deselezionando il checkbox 'padre' l'intero gruppo di checkbox viene selezionato/deselezionato), per indicare che il gruppo di checkbox è parzialmente selezionato. Le caselle possono quindi essere attivate contemporaneamente.

### Disabilitato
Come tutti i controlli, anche il checkbox può essere disabilitato per impedire all'utente di cambiarne lo stato; quando disabilitato tutto il controllo risulterà in grigio.

## Esempio
HTML:
```
<
label
 
class
=
"container"
>
1
  
<
input
 
type
=
"checkbox"
 
checked
=
"checked"
>

  
<
span
 
class
=
"checkmark"
></
span
>

</
label
>

<
label
 
class
=
"container"
>
2
  
<
input
 
type
=
"checkbox"
>

  
<
span
 
class
=
"checkmark"
></
span
>

</
label
>

<
label
 
class
=
"container"
>
3
  
<
input
 
type
=
"checkbox"
>

  
<
span
 
class
=
"checkmark"
></
span
>

</
label
>

<
label
 
class
=
"container"
>
4
  
<
input
 
type
=
"checkbox"
>

  
<
span
 
class
=
"checkmark"
></
span
>

</
label
>

```

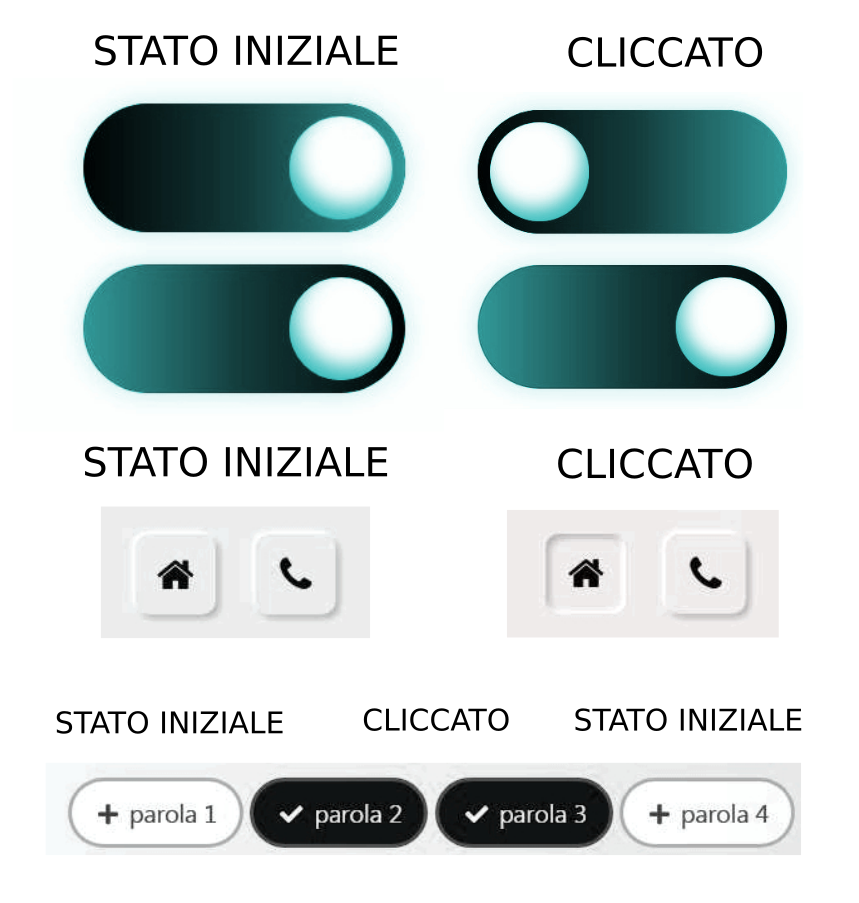
Esempi di checkbox formattati con CSS

CSS (con effetto transizione del checkbox quando viene cliccato dall'utente e cambia stato):
```
.
container
 
{

    
max-width
:
 
640
px
;

    
font-family
:
 
'Segoe UI'
,
 
Tahoma
,
 
Geneva
,
 
Verdana
,
 
sans-serif
;

    
font-size
:
 
13
px
;

}

ul
.
ks-cboxtags
 
{

    
list-style
:
 
none
;

    
padding
:
 
20
px
;

}

ul
.
ks-cboxtags
 
li
{

  
display
:
 
inline
;

}

ul
.
ks-cboxtags
 
li
 
label
 
{

    
padding
:
 
8
px
 
12
px
;

    
cursor
:
 
pointer
;

}

ul
.
ks-cboxtags
 
li
 
label
::
before
 
{

    
display
:
 
inline-block
;

    
font-style
:
 
normal
;

    
font-variant
:
 
normal
;

    
text-rendering
:
 
auto
;

    
-webkit-
font-smoothing
:
 
antialiased
;

    
font-family
:
 
"Font Awesome 5 Free"
;

    
font-weight
:
 
900
;

    
font-size
:
 
12
px
;

    
padding
:
 
2
px
 
6
px
 
2
px
 
2
px
;

    
content
:
 
"\f067"
;

    
transition
:
 
transform
 
.3
s
 
ease-in-out
;

}

ul
.
ks-cboxtags
 
li
 
input
[
type
=
"checkbox"
]
:
checked
 
+
 
label
::
before
 
{

    
content
:
 
"\f00c"
;

    
transform
:
 
rotate
(
-360
deg
);

    
transition
:
 
transform
 
.3
s
 
ease-in-out
;

}

ul
.
ks-cboxtags
 
li
 
input
[
type
=
"checkbox"
]
 
{

  
position
:
 
absolute
;

  
opacity
:
 
0
;

}

ul
.
ks-cboxtags
 
li
 
input
[
type
=
"checkbox"
]
:
focus
 
+
 
label
 
{

  
border
:
 
2
px
 
solid
 
#e9a1ff
;

}

```

## Accessibilità
Esempio di codice con tag appositi WAI-ARIA per l'accessibilità:

### Supporto per tastiera
| Chiave | Funzione                                                                  |
| ------ | ------------------------------------------------------------------------- |
| Tab    | Sposta lo stato attivo della tastiera su checkbox.                        |
| Space  | Alterna gli stati selezionati e deselezionati della casella di controllo. |

### Attributi di ruolo, proprietà, stato e tabindex
| Ruolo    | Attributo            | Elemento | Utilizzo |
| -------- | -------------------- | -------- | --- |
|          |                      | h3       | - Fornisce un'etichetta di raggruppamento per il gruppo di caselle di controllo. |
| group    |                      | div      | - Identifica l'elemento div come contenitore group per le caselle di controllo. |
|          | aria-labelledby      | div      | - L'attributo aria-labelledby fa riferimento all'attributo id dell'elementoh3 per definire il nome accessibile per il gruppo di caselle di controllo. |
| checkbox |                      | div      | - Identifica l'elemento div come un filecheckbox. - Il contenuto di testo figlio di questo divfornisce il nome accessibile della casella di controllo. |
|          | tabindex="0"         | div      | Include la casella di controllo nella sequenza di schede della pagina. |
|          | aria-checked="false" | div      | - Indica che non è selezionatacheckbox . - I selettori di attributi CSS (ad esempio [aria-checked="false"]) vengono utilizzati per sincronizzare gli stati di visualizzazione con il valore dell'attributo aria-checked. - Per supportare le impostazioni del sistema operativo e del browser ad alto contrasto, l'elemento pseudo CSS ::before e la proprietà content vengono utilizzati per generare gli indicatori visivi dello stato della casella di controllo. |
|          | aria-checked="true"  | div      | - Indica che è selezionato checkbox. - I selettori di attributi CSS (ad esempio [aria-checked="true"]) vengono utilizzati per sincronizzare gli stati di visualizzazione con il valore dell'attributo aria-checked. - Per supportare le impostazioni del sistema operativo e del browser ad alto contrasto, l'elemento CSS ::before e la proprietà content vengono utilizzati per generare gli indicatori visivi dello stato della casella di controllo.             |

Esempio:
```
<
h3
 
id
=
"id-group-label"
>

Condimenti per Sandwich

</
h3
>

<
div
 
role
=
"group"
 
aria-labelledby
=
"id-group-label"
>

  
<
ul
 
class
=
"checkboxes"
>

    
<
li
>

      
<
div
 
role
=
"checkbox"

           
aria-checked
=
"false"

           
tabindex
=
"0"
>

      Lattuga
      
</
div
>

    
</
li
>

    
<
li
>

      
<
div
 
role
=
"checkbox"

           
aria-checked
=
"true"

           
tabindex
=
"0"
>

Pomodoro      
</
div
>

    
</
li
>

```